# Krystyna Dańko
Krystyna Dańko, nascuda Krystyna Chłond (Otwock, Polònia, 9 de juliol de 1917 – Varsòvia, 6 d'agost de 2019) va ser una activista antinazi polonesa. Va rebre la distinció de Justos entre les Nacions, atorgada pel memorial Yad va-Xem, el 13 de desembre de 1998 pel fet d'haver salvat diversos jueus polonesos durant l'Holocaust tot arriscant la seva vida durant l'Ocupació de Polònia per l'Alemanya nazi. El títol fou atorgat arran de la petició de Maria Kokoszko-Barton, la filla més petita de la família Kokoszko que va ajudar a salvar.